# Zafra kermadecensis
Zafra kermadecensis är en snäckart som beskrevs av Oliver 1915. Zafra kermadecensis ingår i släktet Zafra och familjen Columbellidae. Inga underarter finns listade i Catalogue of Life.